# 弗拉特島
68°33′S 77°58′E / 68.550°S 77.967°E
弗拉特島，是南極洲的島嶼，位於普里茲灣，處於特里格韋爾島和布雷德內斯半島之間，根據挪威探險隊拍攝的空中照片繪入地圖，現時由南極條約體系管理。